# Ханзада-бегим
Ханзада-бегим (перс. خانزاه بیگم‎; 1478, Андижан — 1544, Кабулхак) — тимуридская принцесса и старшая дочь Умаршейха Мирзы, правителя Ферганской области. Сестра Захириддина Мухаммада Бабура, основателя Империи Великих Моголов.

### Семья и происхождение
Ханзада-бегим родилась в 1478 г. в Андижане, она была старшей дочерью Умара Шейха Мирзы и его первой жены и главной супруги Кутлуг Нигяр Ханум, принцессы Могулистана. Её младший брат Бабур родился через пять лет после её рождения в 1483 году и впоследствии стал основателем Империи Великих Моголов в Индии, а также её первым императором. Дедом Ханзады по отцовской линии был Абу Саид Мирза из Империи Тимуридов, а её дедом по материнской линии был Юнус-хан, Великий хан Могулистана. Таким образом, Ханзада была потомком Чингисхана по материнской линии и потомком Тимура по отцовской.

### Браки

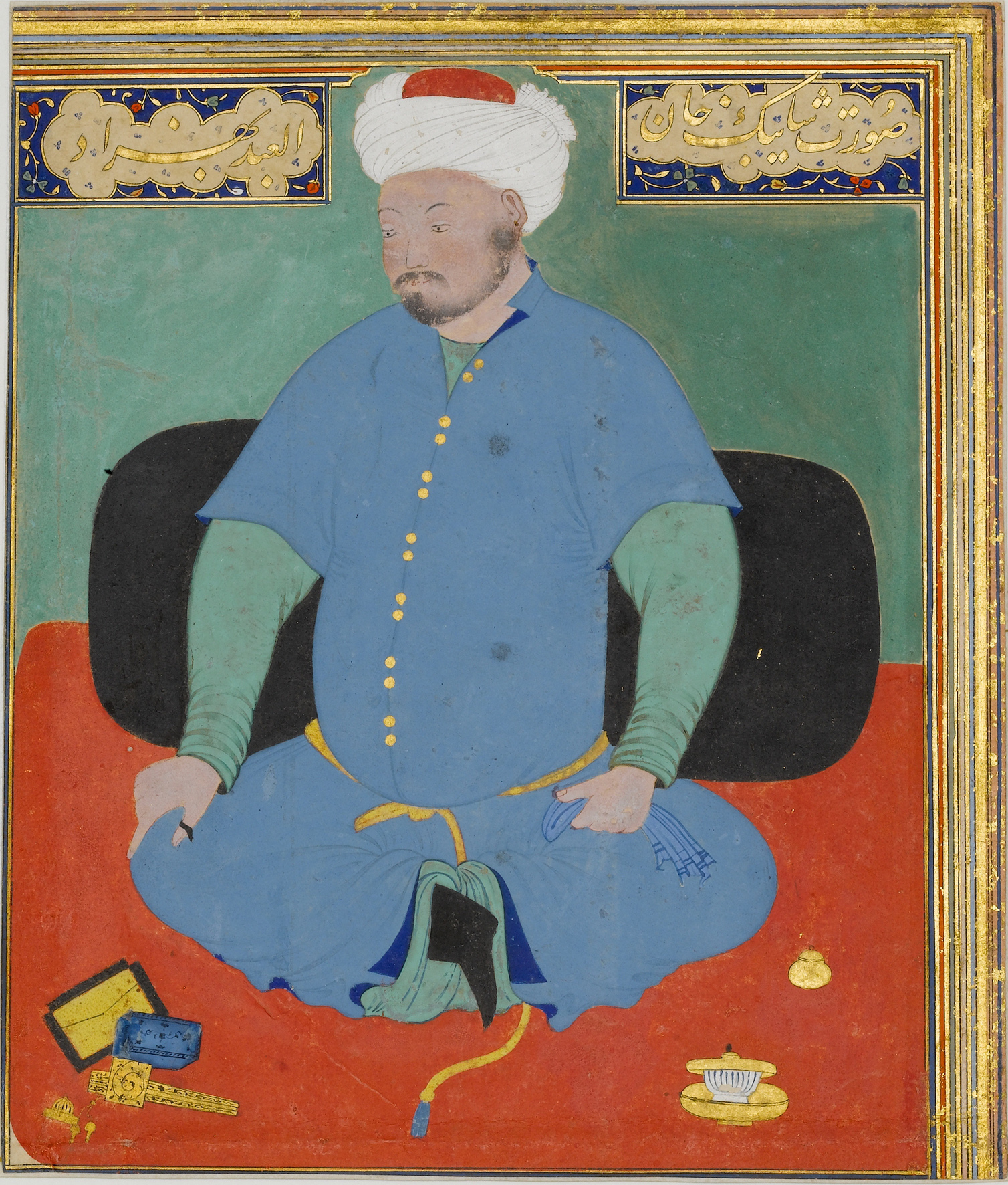
Muhammad Shaybani.jpg

#### Шайбани Хан
В 1500—1501 годах конфликт между братом Ханзады Бабуром и Шейбани-ханом достиг своего пика. Почти шесть месяцев Шайбани-хан осаждал Бабура в Самарканде. Никто из влиятельных родственников Ханзаде и Бабура, таких как их дядя по отцовской линии, султан Хусейн Мирза Байкара, правитель Хорасана, не прислал Бабуру помощи. В это время Шайбани-хан отправил Бабуру послание, в котором предлагал, что, если Бабур выдаст за него свою сестру Ханзаде-бегим, между ними будет прочный союз. По свидетельству племянницы Ханзады, Гульбадан-бегим, «в конце концов это должно было быть сделано, он отдал бегум хану, а сам вышел (из Самарканда)… земли Бадахшана и Кабула».
Согласно Бабурнаме, в 1500 году брат Ханзады Бабур был вынужден покинуть Самарканд после пятимесячной осады Мухаммедом Шейбани-ханом, в это время Ханзада перешла к Шейбани-хану (как его доля военных пленников) согласно Акбарнаме. Генри Беверидж пишет, что, согласно Шайбани-наме, брак Ханзады с Шайбани-ханом был браком по любви. Он также предполагает вероятность того, что «Бабур не упомянул всех обстоятельств и что ее-Ханзаду оставили в Самарканде, было частью соглашения Бабура с Шайбани». Ханзада-бегим (Тимури) вышла замуж за Шайбани-хана и родила сына по имени Хуррамшах.
Тетя Ханзады по материнской линии, Михр Нигяр-ханум, была захвачена Шейбани-ханом и насильно вышла за него замуж «как часть добычи». В июле 1500 года она развелась, когда Шайбани решил жениться на её тимуридской племяннице Ханзаде-бегим, поскольку в исламе незаконно, чтобы и тетя, и племянница были замужем за одним и тем же мужчиной.
Позже Шайбани-хан передал сыну Балхский регион. После смерти в Марве в 1510 году Шайбани-хана Ханзада-бегим (Тимури) вернулась к своему брату Бабуру в Кундуз после 10-летней разлуки. В 1512 г. Хуррамшах скончался.

#### Махди Ходжа
В 1511 году, в возрасте тридцати трех лет, Ханзада была возвращена Бабуру в Кундуз шахом Исмаилом I (победившим Шайбани в битве при Марве) с эскортом солдат. Вместе с Ханзаде прибыл посланник шаха Исмаила с предложением дружбы и обещанием рассмотреть военную помощь при определенных условиях. Взамен Бабур отправил Вайс-хана Мирзу с дарами ко двору Шаха Исмаила.
Второй брак Ханзады был заключен с Мухаммадом Махди Хваджей в неизвестную дату. Аннет Беверидж утверждает, что брак, возможно, состоялся вскоре после ее возвращения. Вероятно, воссоединение Махди с Бабуром и его брак с Ханзадой произошли в десятилетие 1509—1519 годов, о котором не сохранилось никаких записей. Махди был с Бабуром с 1519 году и впоследствии часто упоминается.
У Ханзады, по-видимому, не было детей после сына с Шайбани. Она взяла на себя заботу о младшей сестре Махди, Султанам Бегум, когда ей было два года. Ханзада безмерно любила Султанам, как родную дочь. Впоследствии Султанам стала женой племянника Ханзады, принца Хиндала Мирзы, который был младшим сыном Бабура от его жены Дилдар Бегум.
Султанам и Хиндал поженились в 1537 году, и их свадебный пир был устроен Ханзада-бегим. Пир, известный как «Таинственный пир», был грандиозным событием, на котором присутствовали бесчисленные имперские и королевские гости, а также высокопоставленные придворные эмиры. Гульбадан Бегим утверждает, что такой свадебный пир ранее не устраивался ни для каких других детей Бабура. Махди Ходжа подарил своей сестре и зятю Хиндалу большое количество приданого, а Ханзада-бегим также преподнесла экстравагантные подарки.

## Смерть
Ханзада-бегим умерла в Кабулхаке в сентябре 1545 года, когда она сопровождала своего племянника Хумаюна, направлявшегося из Кандагара на встречу со своим младшим сводным братом Камраном Мирзой. В течение трех дней она страдала от лихорадки, которая привела к ее смерти на четвертый день. Лекарства врача не помогали. Сначала ее тело было погребено в Кабулхаке, но через три месяца ее тело было привезено в Кабул и положено в Садах Бабура, на месте захоронения ее брата.